# 第三屆中俄冬季青少年運動會短道速滑比赛
第三屆中俄冬季青少年運動會短道速滑比赛是第三屆中俄冬季青少年運動會的短道速滑比賽，比賽將在2022年12月15-20日在长春五環體育館舉行，中華人民共和國和俄羅斯皆會派代表參賽。

## 前期準備
- 2022年11月18日，由长春市体育局主办，长春体育中心承办的“奔跑吧·少年”2022-2023年度长春市“体彩杯”青少年短道速滑比赛第一站暨中俄冬季青少年运动会测试竞赛在长春市五环体育中心圆满收官。[1]

## 選拔賽
因國家短道速滑運動員正參與2022-23短道速滑世界杯，為訓練新人，中國短道速滑代表隊將選派年輕短道速滑運動會出戰短道速滑比賽，名單將有待確定。而俄羅斯短道速滑代表隊將參加由俄羅斯名將維克多·安舉辦的維克多·安杯青少年錦標賽，獲勝運動員將參加賽事。

## 參賽名單
| 國家代表團 | 男子 | 女子 | Source |
| ---------- | ---- | ---- | ------ |
| 中国       |      |      |        |
| 俄羅斯     |      |      |        |

## 獎牌分佈
獎牌分佈如下，因資訊不全，俄羅斯運動員名字有缺漏：
| Event              | 金牌                                    | 银牌                  | 铜牌          |
| 男子500米          | 刘福霖                                  | 刘金勋                | 俄罗斯        |
| 男子1000米         | 吴世强                                  | 刘金勋                | 杰尼斯·马托林 |
| 男子1500米         | 刘金勋                                  | 王欣雨                | 俄罗斯        |
| 男子5000米接力     | 中国 赵世强 张心喆 吴世强 张柏浩        | 俄羅斯                | /             |
| 女子500米          | 宋一霏                                  | 张珈宁                | 俄罗斯        |
| 女子1000米         | 宋佳蕊                                  | 阿纳斯塔西娅·塔拉先科 | 庞斯予        |
| 女子1500米         | 张珈宁                                  | 杨婧茹                | 俄罗斯        |
| 女子3000米接力     | 中國 杨婧茹 孙艺铭 庞斯予 侯雨茗 王嘉婧 | 俄羅斯                | /             |
| 男女2000米混合接力 | 中国 刘福霖 刘金勋 宋一霏 张珈宁        | 俄羅斯                | 俄羅斯        |

## 獎牌榜
| 排名                     | 国家 / 地区              | 金牌 | 銀牌 | 銅牌 | 总计 |
| ------------------------ | ------------------------ | ---- | ---- | ---- | ---- |
| 1                        | 中國*                    | 9    | 5    | 1    | 15   |
| 2                        | 俄羅斯                   | 0    | 4    | 6    | 10   |
| 总计（共2个国家 / 地区） | 总计（共2个国家 / 地区） | 9    | 9    | 7    | 25   |

## 資料來源
1. ↑  . 冰雪产业. 2022-11-20  [2022-12-08].
2. ↑  刘硕阳; 李洋; 季芳. . 環球網. 人民日報. 2022-09-26  [2022-11-17]. （原始内容存档于2022-11-17）.
3. ↑  維羅妮卡·吉巴迪耶娃 Вероника Гибадиева. . MatchTV. 2022-11-03  [2022-11-17]. （原始内容存档于2022-11-17）.
4. ↑  张政; 张宽; 罗天初. . 吉林日報. 2022-12-20  [2022-12-20].